# The Legend of Spyro: A New Beginning
The Legend of Spyro: A New Beginning è un videogioco della serie di Spyro the Dragon, il primo della trilogia di The Legend of Spyro che si presenta come un reboot dell'originale. Il gioco, sviluppato da Krome Studios (per console e GBA) e da Amaze Entertainment (con una versione diversa per Nintendo DS) e pubblicato da Sierra Entertainment, è uscito il 10 ottobre 2006 in Nord America, il 27 ottobre in Europa e il 2 novembre in Australia.
Il 16 giugno 2008 è stata pubblicata una versione del gioco per Xbox Original in occasione dell'Xbox Live Marketplace.

## Trama
Il gioco inizia all'interno di un tempio dove un grande e saggio drago rosso di nome Ignitus sta sorvegliando delle uova. Infatti è l'Anno del Drago. Ogni dodici anni i draghi depongono le uova che daranno vita ai loro cuccioli. Una profezia dice che, ogni dieci generazioni (1000 anni circa secondo il gioco), nascerà un raro drago viola, destinato a riportare l'equilibrio tra i draghi e a decidere il destino dell'Era. Ignitus sta infatti sorvegliando proprio un uovo viola. I draghi sono da tempo in guerra contro il malvagio Maestro delle Ombre, anche lui al corrente della profezia. Quella stessa notte le sue truppe irrompono nel Tempio e lo saccheggiano nell'intento di distruggere tutte le uova, in modo tale che il drago leggendario non possa nascere. Prima di scappare, però, Ignitus prende l'uovo viola e lo abbandona alle correnti del Fiume d'Argento.
L'uovo sarà poi ritrovato da una famiglia di libellule, che lo adotteranno e lo chiameranno Spyro. Spyro crescerà con Sparx, una piccola libellula nata il suo stesso giorno, e crescerà credendo di essere anch'esso un insetto, fino al giorno in cui, mentre combatte contro delle scimmie (i soldati del Maestro delle Ombre), si accorge di riuscire a sputare fuoco. Gli viene quindi rivelato che non è una libellula come aveva sempre pensato. Spyro decide quindi di partire alla ricerca delle proprie origini, seguito da Sparx.
Arrivati a un certo punto della palude, i due sentono un ruggito terrificante che li costringe a trovere rifugio in una caverna, e qui Spyro trova Ignitus. Il vecchio drago è felice di rivedere il drago viola ancora in vita, ma allo stesso tempo disperato perché, anche se la profezia potrebbe avverarsi, con la presenza del drago nero Cinerea, alleata del Maestro delle Ombre, contro di loro, la guerra per liberare tutte le terre dalla sua influenza sarebbe comunque persa. Spyro riesce però a convincere Ignitus a condurlo al tempio dove riesce a cacciare via le forze del Maestro delle Ombre che lo occupavano. Dopodiché Ignitus addestra Spyro a utilizzare al meglio il potere del fuoco. Gli spiega infatti che lui è il guardiano del fuoco e che gli altri tre guardiani sono stati imprigionati dalla malvagia Cinerea.
Il primo di essi è Volter, il guardiano dell'elettricità, tenuto prigioniero nella Ghiacciaia di Dante, una vasta distesa artica disseminata di residui bellici. Per raggiungerla, Ignitus fa ricordare a Spyro il suo istinto di drago permettendogli di usare le sue ali per volare. Arrivati alla Ghiacciaia, Spyro e Sparx si rendono conto che non hanno solo a che fare con i soldati del Maestro delle Ombre ma anche con dei soldati ghoul. A un certo punto Spyro viene colpito dal fulmine di una torretta, ma invece di essere ferito scopre di riuscire a usare l'alito elettrico. Arrivati davanti a una fortezza, non riuscendo a entrarvici, Spyro e Sparx usano un cunicolo scavato nel ghiaccio che li porta nella caverna dove è tenuto Volter. All'improvviso su un trono si ridesta il Re del Ghiaccio, signore di quelle terre.
Dopo averlo battuto, i due riportano Volter al tempio, dove avverte Ignitus che Cinerea sta usando i guardiani per caricare un qualche tipo di cristallo; successivamente insegna a Spyro a padroneggiare l'elemento dell'elettricità. Il prossimo guardiano è Cyril, il guardiano del ghiaccio, che è stato portato sulle Alte pianure, un luogo abitato dalla tribù degli Atlawa, ormai completamente assoggettato da Cinerea che ne ha conquistato il santuario, costringendoli a vivere sottoterra. Tra i prigionieri, Spyro e Sparx liberano il loro capo Kane, che però decide di salvare da solo la sua gente. Più tardi, però, lo ritroveranno in difficoltà con dei golem di pietra che lo faranno cadere sul fiume di una cascata, costringendo Spyro a salvarlo di nuovo congelando la cascata con un soffio di ghiaccio. Dopo aver sconfitto molte delle forze di Cinerea, Spyro e Sparx incontrano di nuovo Kane che gli rivela che con la profanazione del santuario da parte di Cinerea il loro dio è diventato furioso a causa della mancanza di offerte distruggendo l'equilibrio fra le stagioni.
Raggiunto il santuario, i tre vedono Cinerea lasciarlo, così Spyro e Sparx vi si addentrano per salvare Cyril, ma a sbarrargli la strada c'è il dio del santuario, un enorme golem di pietra. Sconfittolo e placato la sua furia, Spyro ottiene da Kane la riconoscenza degli Atlawa e il privilegio di essere membri della loro tribù. Riportato al tempio, Cyril insegna a Spyro come padroneggiare l'elemento del ghiaccio. Dopodiché Ignitus rivela che Terrador, il guardiano della terra, è prigioniero nella Fucina delle Munizioni, un immenso impianto bellico costruito su un'isola sormontata dal vulcano Mammaquantègrosso. Nelle miniere Spyro e Sparx incontrano Molière, capo del popolo dei Minuscoloidi, costretti a vivere come schiavi dai soldati di Cinerea per lavorare nelle miniere con la costante paura delle frequenti eruzioni di Mammaquantègrosso. Dopo averli liberati, Moliére rivela loro che Terrador è prigioniero nei pressi del campo di lavoro dove si trova suo fratello Bilioso e apre loro un sentiero.
A causa dell'ingenuità di Sparx, Spyro finisce intrappolato all'interno di una campana di pietra, ma riesce a liberarsi scoprendo di usare il soffio della terra. Per arrivare al campo di Bilioso, i due utilizzano un carrello da miniera inseguendo il Macchinista e il suo treno Vaporone. Bilioso li informa che Terrador si trova nei più oscuri recessi del vulcano, e in cambio Spyro libera i Minuscoloidi prigionieri che, insieme a Bilioso e Moliére, sono ora in salvo. Arrivati nelle profondità di Mammaquantégrosso, i due trovano Terrador dentro a una gabbia mentre la sua energia viene prosciugata da un cristallo. A separarli dal drago entra in scena di nuovo il Macchinista con Vaporone, ma alla fine riescono a sconfiggerlo. Ridestato Terrador, i tre stanno per tornare al tempio quando dal terreno emerge Cinerea che, dopo aver preso il cristallo e avuto un breve combattimento contro Terrador, sposta la sua attenzione su Spyro, dando luogo a un inseguimento per tutto il vulcano, ormai sull'orlo dell'esplosione.
Usciti fuori, Cinerea viene attaccata da Ignitus, ma entrambi finiscono nella cenere dell'eruzione. Benché Spyro voglia salvare il suo maestro, Terrador gli rammenta che non è ancora pronto per affrontare Cinerea, così ritornano al tempio dove insegna a Spyro a padroneggiare l'elemento della terra. A Spyro non resta altro che assaltare la fortezza di Cinerea nei Cieli Simultanei, un luogo oscuro circondato da vari cristalli che irradiano energia elettrica e che si innalza oltre le nuvole. Dopo essersi scontrato con tutte le forze di Cinerea, sconfiggendo anche il Re elettrico, Spyro raggiunge la torre più alta dove Ignitus è immobilizzato da una gabbia generata dal cristallo stesso.
Prima che riesca a liberarlo, Spyro viene fermato da Cinerea, e nonostante sembri resisterle in combattimento, la dragonessa riesce a scappare con il cristallo di Ignitus. Dopo la battaglia il draghetto dice ad Ignitus di aver notato qualcosa di familiare nei suoi occhi; il guardiano del fuoco rivela così la verità a Spyro: dopo che ebbe portato il suo uovo al Fiume d'Argento, Ignitus tornò nel tempio e vide che le forze del Maestro delle Ombre avevano sopraffatto i guardiani e distrutto tutte le uova, eccetto una che avevano poi rubato, nonostante il tentativo di Ignitus di impedirglielo. Infatti il Maestro delle Ombre, nonostante volesse distruggere tutte le uova per impedire la nascita del drago viola, aveva allo stesso tempo bisogno di un drago, perché solo una creatura nata nell'Anno del Drago poteva aprire il portale nella Convessità, una sorta di dimensione-prigione, in modo da liberarlo dalla sua prigionia.
L'anziano drago spiega anche che fu Cinerea ad esser nata dall'uovo rubato e che dopo la sua nascita fu corrotta ed avvelenata dai poteri oscuri del Maestro delle Ombre fino a trasformarla nel mostro che è ora. Spyro, nel sapere queste cose, prova compassione per lei, ma sa che deve essere fermata, perché se il Maestro delle Ombre verrà liberato, ci saranno terribili conseguenze. Così la raggiunge nella Convessità, dove però la dragonessa riesce a mettere l'ultimo cristallo nella prigione del suo padrone. Dopo una lunga e violenta battaglia, dove Spyro risveglia i suoi poteri latenti di drago viola, Cinerea viene sconfitta e, con stupore di Spyro, ritorna al suo aspetto normale: un drago simile a lui.
Il portale in cui si trovano inizia a collassare su sé stesso e Spyro fa appena in tempo a salvare Cinerea (affermando che non era responsabile delle sue azioni in quanto era il Maestro delle Ombre ad averla costretta ad agire in quel modo) quando esso si distrugge. Lei, Spyro e Sparx ritornano allora al tempio. Lì Spyro viene accolto da eroe per il suo successo. Anche Cinerea viene accolta lì con tanto amore: gli altri guardiani la perdonano per tutto e sono felici di sapere che è libera e che sta bene. Ma malgrado la vittoria sul Maestro delle Ombre, Spyro e Cinerea sono convinti che egli si trovi ancora da qualche parte.

## Personaggi

### Spyro
È il protagonista della storia. Un draghetto viola (i draghi viola nascono ogni 10 generazioni) con poteri molto grandi, che sarà aiutato da Sparx e dai Draghi Guardiani a liberare il mondo dalle tenebre.

### Sparx
Il migliore amico di Spyro. Una libellula antropomorfa non molto grande, ma è sempre al fianco del suo amico drago per illuminare la strada e dargli conforto.

### I Draghi Guardiani
Esistono quattro draghi guardiani degli elementi:
- Ignitus: è il Guardiano del Fuoco. Di colore rosso-arancione, incontra Spyro all'inizio della storia e lo addestra per primo ed è l'ultimo guardiano ad essere salvato nella fortezza di Cinerea.
- Terrador: è il Guardiano della Terra. Di colore verde, è il terzo e penultimo drago ad essere salvato da Spyro nella fucina delle munizioni.
- Volter: è il Guardiano dell'Elettricità. Di colore giallo e dalla lingua molto lunga, è il primo drago a dover essere salvato nel corso della storia nella ghiacciaia di dante.
- Cyril: è il Guardiano del Ghiaccio. Dal manto blu, è il secondo drago a dover essere salvato nel corso della storia nelle alte pianure.

### Cinerea
Cinerea (Cynder in inglese e nella versione originale), una draghessa grande, nera e potente, è la principale antagonista del gioco. Nata dallo stesso gruppo di uova di Spyro, ha la sua stessa età. Sottomessa dai poteri del terribile Maestro delle Ombre, sarà salvata da Spyro. La sua esposizione alla magia del Maestro delle Ombre le ha conferito poteri speciali superiori a quelli di un drago normale. Poteri che non smarrisce quando Spyro la libera dall'influsso del maestro delle ombre (anche se, invece del Fuoco, disporrà degli elementi Vento, Veleno, Paura e Ombra.), e che userà per aiutarlo nella sua battaglia in L'alba del drago.
Nella prima forma è di colore nero, ha 3 paia di corna ai lati del viso, gli occhi verdi con dei simboli bianco-azzurri sulla fronte, sotto gli occhi, nei fianchi delle zampe anteriori e sul fondo schiena. Le ali e la parte inferiore del corpo sono fucsia-rosso.
Nella seconda forma, cioè quando è posseduta dal Maestro delle Ombre, è molto più "bella e malvagia": prima di tutto è adulta (ma ha la stessa età di Spyro), ha due corna più lunghe e altre tre paia ai lati del viso, è nera con la parte inferiore del corpo e le ali di colore fucsia, ha una lama bianca sulla punta della coda e ne ha anche una sopra ogni ala.
Inoltre mantiene (come nella prima forma) dei simboli azzurri sul corpo.
Quando Cinerea è stata liberata dal controllo del maestro delle ombre e si era rimpicciolita, i gioielli di ferro che portava (il collare sul collo, l'anello sulla coda, e i bracciali sulle zampe anteriori) erano scomparsi, ma ne L'alba del drago erano ricomparsi misteriosamente, senza che venisse data una spiegazione al riguardo nella trama del gioco. Successivamente venne rivelato da uno dei produttori che Cinerea indossò nuovamente quei gioielli per affrontare la sua paura di diventare nuovamente la serva del Maestro delle Ombre. Avrebbe dovuto esserci un filmato che coinvolgeva il suo mettere i gioielli, ma non ci fu tempo per creare e aggiungere la scena durante la produzione del gioco (e quindi venne tagliata).
Appare in Skylanders con il suo nome originale. Il suo nome originale, Cynder, deriva dalla parola inglese cinder, che vuol dire cenere.

### Il Maestro delle Ombre
È l'astratto antagonista che si rivela dietro Cinerea e le forze del male. Non appare nel gioco, benché l'intenzione di Cinerea, sotto il suo controllo, sarebbe quella di liberarlo dalla sua prigionia nel portale della Convessità.

## Modalità di gioco
A differenza dei videogiochi di Spyro prodotti in precedenza, in The Legend of Spyro: A New Beginning c'è un uso inferiore delle abilità di volo del draghetto; inoltre non sono presenti minigiochi di alcun tipo e le gemme non sono collezionabili, ma vengono usate per aumentare la vita di Spyro o per potenziarne gli attacchi. In questo episodio invece, Spyro ha la possibilità di avere a disposizione una vasta gamma di attacchi, tutti riferibili a quattro elementi: Fuoco, Elettricità, Ghiaccio e Terra. Nel gioco sono presenti sei livelli, molti meno rispetto agli episodi precedenti. In ogni livello, Spyro attraversa uno scenario diverso, come una steppa artica o un vulcano che sta per eruttare, con un boss da sconfiggere. Nella battaglia finale, Spyro sbloccherà un nuovo elemento che ricorda il potere dei cristalli e che non sarà utilizzabile negli altri episodi. In due livelli sono inoltre presenti due mini-livelli di volo. Nella versione per Nintendo DS, inoltre sono presenti altre sfide e mosse, come uno scudo che Spyro può creare intorno a sé per proteggersi dagli attacchi nemici.

## Personaggi e doppiatori
| Personaggio            | Doppiatore originale        | Doppiatore italiano |
| ---------------------- | --------------------------- | ------------------- |
| Spyro                  | Elijah Wood                 | Davide Perino       |
| Sparx                  | David Spade                 | Paolo De Santis     |
| Ignitus                | Gary Oldman                 | Silvano Piccardi    |
| Cinerea (Cynder)       | Cree Summer                 | Beatrice Caggiula   |
| Flash (Padre di Sparx) | Jeff Bennett                | Marco Balzarotti    |
| Nina (Madre di Sparx)  | Vanessa Marshall            | Beatrice Caggiula   |
| Volter                 | Corey Burton                | Riccardo Rovatti    |
| Cyril                  | Jeff Bennett                | Marco Balzarotti    |
| Terrador               | James Earl Jones            | Pietro Ubaldi       |
| Kane                   | Phil Lamarr                 | Marco Balzarotti    |
| Molière                | Jeff Bennett                | Silvano Piccardi    |
| Bilioso                | Corey Burton                | Pietro Ubaldi       |
| Il Macchinista         | Kevin Michael Richardson    | Riccardo Rovatti    |
| Altre voci             | Jess Harnell, Chris Borders |                     |

Doppiati e localizzazione in Italia da: Jinglebell Communication S.R.L..

## Accoglienza e premi
All'uscita del gioco, questo ha ricevuto critiche diverse ma nel complesso positive. Molte di queste riguardano la produzione del gioco, i dettagli di grafica e la qualità dei filmati, considerati un progresso per la serie, mentre è stato molto criticato a causa della trama e della dinamica di gioco strettamente lineare (a differenza dei capitoli prodotti in precedenza) e nell'essere ripetitivo per quanto riguarda la varietà di attacchi di Spyro.
La rivista Play Generation diede alla versione per PlayStation 2 un punteggio di 75/100, apprezzando lo schema di gioco abbastanza vario, il sistema di controllo semplice e la colonna sonora, ma come contro i combattimenti, numerosissimi in tutti i livelli, che diventavano alla lunga ripetitivi, finendo per trovarlo un titolo dalla grafica coloratissima che sarebbe piaciuto soprattutto ai più piccoli e agli inguaribili sognatori di tutte le età.

### Premi
IGN:
- Best GameCube Platformer del 2006[3].
- Reader's Choice: Best GameCube Platformer del 2006[3].